# Армат
Флавий Армат (лат. Flavius Armatus, Harmatus или Harmatius; убит в 477 году) — полководец Восточной Римской империи, magister militum при императорах Льве I, Василиске и Зеноне, консул. Сыграл значительную роль в выступлении Василиска против Зенона, а затем в свержении Василиска.

## Биография

### Происхождение и начало карьеры
Армат был племянником Василиска и императрицы Верины, жены Льва I. Известно, что у Армата был сын, которого также звали Василиск. В последние годы правления Льва I Армат был magister militum Фракии, на этом посту он успешно подавил восстание во Фракии, поднятое, вероятно, людьми Теодориха Страбона.

### Возвышение при Василиске
Армат поддержал выступление Василиска против Зенона в 475 году. Во время правления Василиска Армат имел большое влияние на него и его супругу Зенону. По некоторым сведениям, он состоял в связи с Зенонией, которая убедила Василиска назначить его magister militum praesentialis. Также Армат получил консульство 476 года вместе с Василиском.
Возвышение Армата вызвало недовольство Теодориха Страбона, который презирал Армата за его образ жизни и привычку заботиться о собственной внешности. Гордый своим новым положением, Армат считал себя храбрейшим из людей, одевался как Ахилл и в таком виде прогуливался у Ипподрома, вызывая насмешки жителей Константинополя, которые прозвали его «Пирром».

### Падение Василиска и смерть Армата
Летом 476 года Зенон подкупил отправленных против него полководцев Василиска Илла и Трокунда и вместе с ними двинулся на Константинополь. Чтобы противостоять им, Василиск собрал расквартированные во Фракии отряды, ополчение граждан Константинополя и даже дворцовую гвардию. Во главе этой армии он поставил Армата, который принес ему присягу на верность, и отправил её навстречу Зенону. Однако, встретившись с Зеноном, Армат предал Василиска в обмен на обещание Зенона назначить его magister militum praesentialis пожизненно, дать титул цезаря его сыну Василиску и назначить Василиска наследником Зенона.
После свержения Василиска и своего возвращения на трон, Зенон выполнил обещания, позволив Армату сохранить свой титул и назначив его сына цезарем в Никее. Однако в 477 году, согласившись с Иллом, Зенон изменил своё решение. По приказу Зенона Армат был убит Онульфом, magister militum Иллирии. Жители Константинополя радовались устранению Армата. Собственность Армата была конфискована, его сын был лишён званий и принужден стать священником.